# بيتر فيليبس (سياسي أمريكي)
بيتر فيليبس هو سياسي أمريكي، ولد في 5 يونيو 1835 في Geisfeld ‏ في ألمانيا، وتوفي في 17 فبراير 1917 في كاوكاونا في الولايات المتحدة. نشط حزبياً في الحزب الجمهوري. وقد انتخب عضو جمعية ولاية ويسكونسن ‏.